# IQ Option
A IQ Option é uma corretora on-line que se concentra na prestação de serviços financeiros. Ela foi fundada em 2013. A sede da empresa está localizada no Chipre , com vários outros escritórios em todo o mundo.  A IQ Option opera através de sua própria plataforma de negociação HTML5, com ativos disponíveis em instrumentos como Opções Binárias, Opções Digitais, Forex, CFDs de ações, CFDs de criptomoedas, commodities e ETFs. 

## História
A IQ Option foi fundada em 2013 por Dmitry Zaretsky.  Sua marca global é operada pela IQ Option LLC, registrada em Kingstown, São Vicente e Granadinas.
A IQ Option Europe Ltd tem sua sede no Chipre e é regulamentada pela Comissão de Valores Mobiliários do Chipre com licença nº 247/14.  A IQ Option também é autorizada pelo EEE, permitindo-lhe fornecer serviços a outros países do Espaço Econômico Europeu (EEE).
A empresa é membro do Fundo de Compensação de Investidores, oferecendo aos clientes contas segregadas e política de proteção de saldo negativo.
Em 2014, a empresa tinha menos de um milhão de usuários, mas cresceu ao longo dos anos e, em 2020, a marca já contava com mais de 40 milhões de usuários registrados. A quantidade de negociações durante esse período aumentou 800%, com o volume total de negociações atingindo $ 290 milhões em 2020. Os traders também retiraram $ 20,375 milhões da plataforma em 2020.
A IQ Option está em conformidade com a política KYC (Conheça seu Cliente).

## Controvérsias
A Comissão de Valores Mobiliários (CVM) publicou um aviso e uma ordem de parada referente a irregularidades nas operações da IQ Option no Brasil. A CVM enfatizou que a IQ Option não tinha autorização para operar no mercado de Forex e Contratos por Diferença (CFDs) por meio de Opções Binárias no Brasil, ambos considerados contratos de derivativos que requerem aprovação regulatória.
A IQ Option respondeu reconhecendo a falta de autorização, mas afirmou que seus serviços não deveriam ser vistos como direcionados a investidores brasileiros: “A IQ Option oferece seus serviços exclusivamente nos territórios em que está licenciada. A IQ Option não está autorizada pela Comissão de Valores Mobiliários (CVM) brasileira a oferecer diretamente serviços de distribuição de valores mobiliários a investidores residentes, domiciliados ou constituídos na República Federativa do Brasil. Nada em seu site deve ser entendido como uma oferta direta de serviços dirigida a esses investidores." 
A IQ Option continua fornecendo serviços de negociação de múltiplos ativos para traders no Brasil.

## Modelo de negócios e ofertas
A IQ Option Europe Ltd. é regulamentada pela Cysec  e uma corretora transparente com licença da UE.  Ela fornece uma ampla gama de ativos para negociação,  um layout de gráficos múltiplos, negociação com um clique, 100 indicadores técnicos e outras ferramentas de análise  (como tipos de gráficos, ferramentas de desenho, feed de notícias, calendários econômicos, alertas etc.).
A IQ Option oferece vários métodos de depósito e retirada (Neteller, Skrill, Visa/Mastercard, transferência bancária etc.). 
Asktraders.com, um serviço de avaliação de corretoras, nomeou a IQ Option uma corretora de primeira linha para negociação de Bitcoin  devido à facilidade e recursos de segurança.
A World Business Outlook conferiu à IQ Option o prêmio de Melhor Aplicativo de Negociação Global para Dispositivos Móveis de 2023. A plataforma IQ Option também foi reconhecida como a Plataforma de Negociação Mais Inovadora do Globo de 2023 pela International Business Magazine.  Uma análise da corretora no Investing.com define a IQ Option como “uma corretora regulamentada com uma plataforma rápida, precisa e fácil de usar”. 

## Caridade
A IQ Option fundou sua própria Fundação de Caridade para contribuir com a solução de problemas urgentes na África.
Em 2018, a Fundação de Caridade da IQ Option implementou um projeto em Kinigi, Musanze (Ruanda), em cooperação com a Faith Foundation, para ajudar mulheres vulneráveis a desenvolver fortes competências parentais, expandir as suas capacidades vocacionais e proporcionar-lhes atividades comunitárias e culturais positivas. 
Em 2019, a Fundação concluiu outro projeto com a Faith Foundation para fornecer acesso a água potável.